# Брэдфорд, Кристал
Кристал Брэдфорд (англ. Crystal Bradford; род. 1 ноября 1993 года в Детройте, штат Мичиган, США) — американская профессиональная баскетболистка, которая выступает в женской национальной баскетбольной ассоциации (ВНБА) в клубе «Лас-Вегас Эйсес». Была выбрана на драфте ВНБА 2015 года в первом раунде под общим седьмым номером клубом «Лос-Анджелес Спаркс». Играет на позиции атакующего защитника и лёгкого форварда.

## Ранние годы
Кристал Брэдфорд родилась 1 ноября 1993 года в городе Детройт (штат Мичиган), училась в его западном пригороде Инкстер в одноимённой средней школе, в которой выступала за местную баскетбольную команду.